# یوناس فان خنختن
یوناس فان خنختن (انگلیسی: Jonas van Genechten؛ زادهٔ ۱۶ سپتامبر ۱۹۸۶) دوچرخه‌سوار اهل بلژیک است.
از باشگاه‌هایی که در آن بازی کرده‌است می‌توان به دابلیوبی ورانکلاسیک آکوا پروتکت، تیم لوتو–سودال، آی‌ای‌ام سایکلینگ، وانتی–گروپ گوبر، و تیم دوچرخه‌سواری کوفیدیس اشاره کرد.